# Готхард I Кетлер
Готхард I Кетлер (на немски: Gotthard I Kettler; † между 1 януари и 24 юни 1517 или 1518) е благородник от династията Кетлер от херцогство Вестфалия, господар на Мелрих, Хофещат, Егрингхаузен и Ной-Асен и господар на Щромберг.
Той е син на Гозвин Кетлер, господар на Ной-Асен и Хофещат († 1478/1479) и съпругата му Елизабет фон Хатцфелд цу Вилденбург († 1478), вдовица на Йохан фон Ханкследен, дъщеря на Готфрид VII фон Хатцфелд († пр. 1422) и Лукел/Лукарда фон Ерфуртсхаузен († сл. 1424). Сестра му Маргарета Кетлер († пр. 1527) е омъжена за Йохан ван Виш (* ок. 1440).
Готхард I Кетлер умира между 1 януари и 24 юни 1517 г. и е погребан в Лизборн.

## Фамилия
Готхард I Кетлер се жени пр. 25 април 1480 г. за Маргарета фон Бронкхорст-Батенбург († сл. 5 февруари 1511), дъщеря на Дирк фон Бронкхорст-Батенбург-Анхолт († 1451) и Катарина фон Гронсфелд († сл. 1472). Те имат децата:
- Елизабет/Елзаба Кетлер, омъжена на 12 февруари 1487 г. за Йохан фон Мерфелдт
- Гозвин II Кетлер, господар на Хофещат, женен 1515 г. за Клара фон Хоберг цу Татенхаузен
- Готхард II Кетлер († 9 февруари 1556), господар на Мелрих, Бург, Щромберг, Неселроде, Елберфелд, женен 1511 г. за Сибила София фон Неселроде (1490 – 1571)
- Дитрих фон Кетлер († сл. 1591), господар на Ной-Асен, Лаге, женен I. ок. 1520 г. за Юта фон Фоет (+ 18 април 1519), II. на 3 септември 1521 г. за Анна фон Неселроде и има син
- Франц фон Кетлер († 1547), абат на Корвей (1504 – 1547)

- Дворецът Егерингхаузен
Мелрих